# Ilona Pazoła
Ilona Pazoła-Szymańska (ur. 22 marca 1969) – polska lekkoatletka, specjalistka trójskoku i skoku w dal, wielokrotna mistrzyni Polski.

## Kariera
Wystąpiła w trójskoku na mistrzostwach Europy w 1998 w Budapeszcie, ale nie zakwalifikowała się do finału.
Była mistrzynią Polski w trójskoku w 1995, 1996, 1998 i 1999, wicemistrzynią w skoku w dal w 1990 i 1992 oraz w trójskoku w 1992, 1993 i 1994, a także brązową medalistką w skoku w dal w 1993 i 1995 oraz w trójskoku w 1997. Zdobyła również mistrzostwo Polski w hali w trójskoku w 1997, 1999 i 2000, wicemistrzostwo w skoku w dal w 1992 i w trójskoku w 1994 oraz brązowe medale skoku w dal w 1994 i w trójskoku w 1992, 1993, 1996 i 1998. Aktualnie (czerwiec 2021) jest nauczycielem wychowania fizycznego i pedagogiem szkolnym w Zespole Szkół Przyrodniczo–Technicznych w Bojanowie.
Rekordy życiowe:
| Konkurencja | Data i miejsce          | Wynik |
| ----------- | ----------------------- | ----- |
| skok w dal  | 1 sierpnia 1993, Kraków | 6,49  |
| trójskok    | 3 maja 2000, Bojanowo   | 13,93 |

Była zawodniczką klubów Krokus Leszno i Skra Warszawa.